# Can Castanyer (Sant Cugat del Vallès)
Can Castanyer és un edifici del municipi de Sant Cugat del Vallès (Vallès Occidental) que forma part de l'Inventari del Patrimoni Arquitectònic de Catalunya. Formà part de la parròquia de Santa Maria de Campanyà. Els seus orígens són medievals.

## Descripció
És una masia de planta rectangular i teulada a dues vessants, té planta baixa i un pis. Manté una estructura molt simple a la façana i d'esquema simètric amb tres obertures a cada pis. La fàbrica ha estat força reformada i al darrere conserva una construcció de grans carreus de pedra del coll de Campanyà. La porta d'entrada és rematada per pedra formant un arc rebaixat. També s'ha utilitzat pedra en els angulars de la façana.